# The Resistance
The Resistance is het vijfde studioalbum van de Britse rockband Muse. Het werd uitgebracht op 14 september 2009; op 3 juli werd de tracklist van het album al bekendgemaakt op twitter. Critici zijn voornamelijk positief over het album, waarbij vooral veel lof gericht is op Muse's ambitie, de invloeden van klassieke muziek en het dertien minuten durende drieluik Exogenesis.
De eerste single van het album was Uprising; deze kwam uit op 3 augustus 2009. De laatste drie nummers van het album vormen samen een symfonie (Exogenesis) waar Bellamy jaren aan heeft gewerkt.
Voor het nummer United States of Eurasia (+ Collateral Damage), dat sterke Queen-invloeden kent en eindigt met Chopin, verstopte de band USB-sticks in een aantal grote steden over de hele wereld. Bij elke USB-stick die gevonden werd onthulde de band een nieuw deel van het nummer.

## Opnames
De speculatie over een vervolg op Black Holes and Revelations begon in 2007. In juli vertelde frontman Matt Bellamy aan een Frans rockmagazine meer details over het album. Het album zou meer elektronische invloeden hebben dan de voorgaande albums, maar tegelijk ook symfonische en klassieke. Drummer Dominic Howard vertelde in oktober dat er veel nieuwe ideeën voor muziek aan het ontstaan was en dat de drang er al was om nieuw materiaal op te nemen. Het gevoel bij Howard was dat het album een meer 'elektronische' sound zou krijgen. De band had het voornemen om het album zelf te produceren, zodat er meer geëxperimenteerd kon worden. Mocht het niet werken, dan kon er nog altijd een producer bij geroepen worden. Muse begon voor het eerst aan het album te beginnen in mei 2008. Hiervoor vertrok de band naar hun eigen (nieuwe) studio aan het Comomeer in Italië. Deze studio werd gebouwd naast het huis van zanger Matt Bellamy in een reeks bunkers die in een berg verwerkt waren. De band werkte er met engineer Adrian Bushby. Na deze sessies waren er ongeveer zes nummers geschreven, die allen echter nog ruwe versies waren en geen tekst bevatten. Deze nummers zouden in de herfst opgenomen worden. In de tussentijd (Muse speelde enkele concerten in juli en augustus) werd er op de nummers geoefend.
Behalve in Italië werd er ook in het eigen Devon gewerkt aan het album. De opnamen begonnen in november 2008 en gingen door in het nieuwe jaar. In maart was de band halverwege, volgens Bellamy: "We zijn veel aan het creëren en het gaat alle kanten op. Momenteel zijn we alles wat we zo ongeveer te bieden hebben aan het ontdekken. (...) In de komende maanden gaan we beginnen met het beste eruit te kiezen." Op dat moment was op twee nummers na alles instrumentaal afgerond en begon Bellamy met het opnemen van de vocalen. Drie van deze nummers waren het drieluik Exogenesis, door Muse een 'symfonie' genoemd. Exogenesis werd in Milaan opgenomen met een orkest bestaande uit veertig muzikanten. De arrangementen en score werden geheel door Bellamy zelf geschreven. In mei begon Muse met het mixen van het album. Dit gebeurde onder leiding van Mark 'Spike' Stent. Een maand later was het album volledig afgerond en vertrok de band naar New York voor de mastering.
Howard benadrukte dat de opnamen ditmaal vlotter gingen dan die van Black Holes and Revelations: "Om chaos te voorkomen hebben we geleerd niet te lang stil te blijven staan bij één bepaald ding. We werden nogal gek bij de opnamen van Black Holes..., omdat we dagen over een beslissing deden over iets dat in minuten ook kon. Een snelle stroom aan ideeën op band krijgen is belangrijker dan technische perfectie."

## Uitgave
In mei werd via de officiële Twitter-pagina van Muse bekendgemaakt dat het album The Resistance ging heten. Ook werd de eerste titel van een nummer bekendgemaakt; United States of Eurasia. Deze was door fans al eerder achterhaald nadat de naam te lezen was op een foto van Bellamy tijdens opnamen. Begin juli werd er door Muse een 'treasure hunt' georganiseerd, genaamd "Project Eurasia". Er werden in zes steden usb-sticks verspreid, die allen een deel van "United States of Eurasia" bevatten. Via cryptische berichten konden fans deze usb-sticks lokaliseren. Nadat alle zes delen gevonden waren, was het volledige nummer te downloaden via de Muse-website.

## Nummers
Alle muziek en teksten zijn geschreven door Matthew Bellamy. 
| 1.                 | Uprising                                        | 5:03 |
| 2.                 | Resistance                                      | 5:46 |
| 3.                 | Undisclosed Desires                             | 3:56 |
| 4.                 | United States of Eurasia (+Collateral Damage)   | 5:47 |
| 5.                 | Guiding Light                                   | 4:13 |
| 6.                 | Unnatural Selection                             | 6:54 |
| 7.                 | MK Ultra                                        | 4:06 |
| 8.                 | I Belong to You (+Mon cœur s'ouvre a ta voix)   | 5:38 |
| 9.                 | Exogenesis: Symphony part 1 (Overture)          | 4:18 |
| 10.                | Exogenesis: Symphony part 2 (Cross-Pollination) | 3:56 |
| 11.                | Exogenesis: Symphony part 3 (Redemption)        | 4:37 |
| Totale duur: 54:18 |                                                 |      |

| Nr. | Titel                        | Duur  |
| --- | ---------------------------- | ----- |
| 1.  | The Making of The Resistance | 43:53 |

## Hitnoteringen

### NederlandseAlbum Top 100
| Hitnotering: (Week 1 t/m 61) 19-09-2009 t/m 13-11-2010 Hitnotering: (Week 62 t/m 72) 01-01-2011 t/m 12-03-2011 | Hitnotering: (Week 1 t/m 61) 19-09-2009 t/m 13-11-2010 Hitnotering: (Week 62 t/m 72) 01-01-2011 t/m 12-03-2011 | Hitnotering: (Week 1 t/m 61) 19-09-2009 t/m 13-11-2010 Hitnotering: (Week 62 t/m 72) 01-01-2011 t/m 12-03-2011 | Hitnotering: (Week 1 t/m 61) 19-09-2009 t/m 13-11-2010 Hitnotering: (Week 62 t/m 72) 01-01-2011 t/m 12-03-2011 | Hitnotering: (Week 1 t/m 61) 19-09-2009 t/m 13-11-2010 Hitnotering: (Week 62 t/m 72) 01-01-2011 t/m 12-03-2011 | Hitnotering: (Week 1 t/m 61) 19-09-2009 t/m 13-11-2010 Hitnotering: (Week 62 t/m 72) 01-01-2011 t/m 12-03-2011 | Hitnotering: (Week 1 t/m 61) 19-09-2009 t/m 13-11-2010 Hitnotering: (Week 62 t/m 72) 01-01-2011 t/m 12-03-2011 | Hitnotering: (Week 1 t/m 61) 19-09-2009 t/m 13-11-2010 Hitnotering: (Week 62 t/m 72) 01-01-2011 t/m 12-03-2011 | Hitnotering: (Week 1 t/m 61) 19-09-2009 t/m 13-11-2010 Hitnotering: (Week 62 t/m 72) 01-01-2011 t/m 12-03-2011 | Hitnotering: (Week 1 t/m 61) 19-09-2009 t/m 13-11-2010 Hitnotering: (Week 62 t/m 72) 01-01-2011 t/m 12-03-2011 | Hitnotering: (Week 1 t/m 61) 19-09-2009 t/m 13-11-2010 Hitnotering: (Week 62 t/m 72) 01-01-2011 t/m 12-03-2011 | Hitnotering: (Week 1 t/m 61) 19-09-2009 t/m 13-11-2010 Hitnotering: (Week 62 t/m 72) 01-01-2011 t/m 12-03-2011 | Hitnotering: (Week 1 t/m 61) 19-09-2009 t/m 13-11-2010 Hitnotering: (Week 62 t/m 72) 01-01-2011 t/m 12-03-2011 | Hitnotering: (Week 1 t/m 61) 19-09-2009 t/m 13-11-2010 Hitnotering: (Week 62 t/m 72) 01-01-2011 t/m 12-03-2011 | Hitnotering: (Week 1 t/m 61) 19-09-2009 t/m 13-11-2010 Hitnotering: (Week 62 t/m 72) 01-01-2011 t/m 12-03-2011 | Hitnotering: (Week 1 t/m 61) 19-09-2009 t/m 13-11-2010 Hitnotering: (Week 62 t/m 72) 01-01-2011 t/m 12-03-2011 | Hitnotering: (Week 1 t/m 61) 19-09-2009 t/m 13-11-2010 Hitnotering: (Week 62 t/m 72) 01-01-2011 t/m 12-03-2011 | Hitnotering: (Week 1 t/m 61) 19-09-2009 t/m 13-11-2010 Hitnotering: (Week 62 t/m 72) 01-01-2011 t/m 12-03-2011 | Hitnotering: (Week 1 t/m 61) 19-09-2009 t/m 13-11-2010 Hitnotering: (Week 62 t/m 72) 01-01-2011 t/m 12-03-2011 | Hitnotering: (Week 1 t/m 61) 19-09-2009 t/m 13-11-2010 Hitnotering: (Week 62 t/m 72) 01-01-2011 t/m 12-03-2011 |
| Week: | 1 | 2 | 3 | 4 | 5 | 6 | 7 | 8 | 9 | 10 | 11 | 12 | 13 | 14 | 15 | 16 | 17 | 18 | 19 |
| --- | --- | --- | --- | --- | --- | --- | --- | --- | --- | --- | --- | --- | --- | --- | --- | --- | --- | --- | --- |
| Positie: | 1 | 4 | 5 | 11 | 13 | 13 | 23 | 22 | 33 | 30 | 34 | 32 | 34 | 35 | 36 | 45 | 23 | 27 | 30 |
| Week: | 20 | 21 | 22 | 23 | 24 | 25 | 26 | 27 | 28 | 29 | 30 | 31 | 32 | 33 | 34 | 35 | 36 | 37 | 38 |
| Positie: | 32 | 34 | 23 | 26 | 30 | 29 | 46 | 48 | 46 | 59 | 56 | 57 | 55 | 72 | 70 | 75 | 65 | 48 | 32 |
| Week: | 39 | 40 | 41 | 42 | 43 | 44 | 45 | 46 | 47 | 48 | 49 | 50 | 51 | 52 | 53 | 54 | 55 | 56 | 57 |
| Positie: | 24 | 20 | 11 | 15 | 19 | 16 | 17 | 20 | 22 | 22 | 24 | 30 | 34 | 38 | 48 | 53 | 61 | 64 | 74 |
| Week: | 58 | 59 | 60 | 61 | | 62 | 63 | 64 | 65 | 66 | 67 | 68 | 69 | 70 | 71 | 72 | | | |
| Positie: | 92 | 78 | 98 | 87 | uit | 85 | 90 | 80 | 88 | 93 | 83 | 69 | 84 | 43 | 78 | 94 | uit | | |

### VlaamseUltratop 100Albums
| Hitnotering: (Week 1 t/m 61) 19-09-2009 t/m 13-11-2010 Hitnotering: (Week 62 t/m 63) 27-11-2010 t/m 04-12-2010 Hitnotering: (Week 64 t/m 74) 01-01-2011 t/m 12-03-2011 | Hitnotering: (Week 1 t/m 61) 19-09-2009 t/m 13-11-2010 Hitnotering: (Week 62 t/m 63) 27-11-2010 t/m 04-12-2010 Hitnotering: (Week 64 t/m 74) 01-01-2011 t/m 12-03-2011 | Hitnotering: (Week 1 t/m 61) 19-09-2009 t/m 13-11-2010 Hitnotering: (Week 62 t/m 63) 27-11-2010 t/m 04-12-2010 Hitnotering: (Week 64 t/m 74) 01-01-2011 t/m 12-03-2011 | Hitnotering: (Week 1 t/m 61) 19-09-2009 t/m 13-11-2010 Hitnotering: (Week 62 t/m 63) 27-11-2010 t/m 04-12-2010 Hitnotering: (Week 64 t/m 74) 01-01-2011 t/m 12-03-2011 | Hitnotering: (Week 1 t/m 61) 19-09-2009 t/m 13-11-2010 Hitnotering: (Week 62 t/m 63) 27-11-2010 t/m 04-12-2010 Hitnotering: (Week 64 t/m 74) 01-01-2011 t/m 12-03-2011 | Hitnotering: (Week 1 t/m 61) 19-09-2009 t/m 13-11-2010 Hitnotering: (Week 62 t/m 63) 27-11-2010 t/m 04-12-2010 Hitnotering: (Week 64 t/m 74) 01-01-2011 t/m 12-03-2011 | Hitnotering: (Week 1 t/m 61) 19-09-2009 t/m 13-11-2010 Hitnotering: (Week 62 t/m 63) 27-11-2010 t/m 04-12-2010 Hitnotering: (Week 64 t/m 74) 01-01-2011 t/m 12-03-2011 | Hitnotering: (Week 1 t/m 61) 19-09-2009 t/m 13-11-2010 Hitnotering: (Week 62 t/m 63) 27-11-2010 t/m 04-12-2010 Hitnotering: (Week 64 t/m 74) 01-01-2011 t/m 12-03-2011 | Hitnotering: (Week 1 t/m 61) 19-09-2009 t/m 13-11-2010 Hitnotering: (Week 62 t/m 63) 27-11-2010 t/m 04-12-2010 Hitnotering: (Week 64 t/m 74) 01-01-2011 t/m 12-03-2011 | Hitnotering: (Week 1 t/m 61) 19-09-2009 t/m 13-11-2010 Hitnotering: (Week 62 t/m 63) 27-11-2010 t/m 04-12-2010 Hitnotering: (Week 64 t/m 74) 01-01-2011 t/m 12-03-2011 | Hitnotering: (Week 1 t/m 61) 19-09-2009 t/m 13-11-2010 Hitnotering: (Week 62 t/m 63) 27-11-2010 t/m 04-12-2010 Hitnotering: (Week 64 t/m 74) 01-01-2011 t/m 12-03-2011 | Hitnotering: (Week 1 t/m 61) 19-09-2009 t/m 13-11-2010 Hitnotering: (Week 62 t/m 63) 27-11-2010 t/m 04-12-2010 Hitnotering: (Week 64 t/m 74) 01-01-2011 t/m 12-03-2011 | Hitnotering: (Week 1 t/m 61) 19-09-2009 t/m 13-11-2010 Hitnotering: (Week 62 t/m 63) 27-11-2010 t/m 04-12-2010 Hitnotering: (Week 64 t/m 74) 01-01-2011 t/m 12-03-2011 | Hitnotering: (Week 1 t/m 61) 19-09-2009 t/m 13-11-2010 Hitnotering: (Week 62 t/m 63) 27-11-2010 t/m 04-12-2010 Hitnotering: (Week 64 t/m 74) 01-01-2011 t/m 12-03-2011 | Hitnotering: (Week 1 t/m 61) 19-09-2009 t/m 13-11-2010 Hitnotering: (Week 62 t/m 63) 27-11-2010 t/m 04-12-2010 Hitnotering: (Week 64 t/m 74) 01-01-2011 t/m 12-03-2011 | Hitnotering: (Week 1 t/m 61) 19-09-2009 t/m 13-11-2010 Hitnotering: (Week 62 t/m 63) 27-11-2010 t/m 04-12-2010 Hitnotering: (Week 64 t/m 74) 01-01-2011 t/m 12-03-2011 | Hitnotering: (Week 1 t/m 61) 19-09-2009 t/m 13-11-2010 Hitnotering: (Week 62 t/m 63) 27-11-2010 t/m 04-12-2010 Hitnotering: (Week 64 t/m 74) 01-01-2011 t/m 12-03-2011 | Hitnotering: (Week 1 t/m 61) 19-09-2009 t/m 13-11-2010 Hitnotering: (Week 62 t/m 63) 27-11-2010 t/m 04-12-2010 Hitnotering: (Week 64 t/m 74) 01-01-2011 t/m 12-03-2011 | Hitnotering: (Week 1 t/m 61) 19-09-2009 t/m 13-11-2010 Hitnotering: (Week 62 t/m 63) 27-11-2010 t/m 04-12-2010 Hitnotering: (Week 64 t/m 74) 01-01-2011 t/m 12-03-2011 | Hitnotering: (Week 1 t/m 61) 19-09-2009 t/m 13-11-2010 Hitnotering: (Week 62 t/m 63) 27-11-2010 t/m 04-12-2010 Hitnotering: (Week 64 t/m 74) 01-01-2011 t/m 12-03-2011 | Hitnotering: (Week 1 t/m 61) 19-09-2009 t/m 13-11-2010 Hitnotering: (Week 62 t/m 63) 27-11-2010 t/m 04-12-2010 Hitnotering: (Week 64 t/m 74) 01-01-2011 t/m 12-03-2011 |
| Week: | 1 | 2 | 3 | 4 | 5 | 6 | 7 | 8 | 9 | 10 | 11 | 12 | 13 | 14 | 15 | 16 | 17 | 18 | 19 | 20 |
| --- | --- | --- | --- | --- | --- | --- | --- | --- | --- | --- | --- | --- | --- | --- | --- | --- | --- | --- | --- | --- |
| Positie: | 1 | 1 | 5 | 5 | 8 | 9 | 12 | 19 | 19 | 32 | 36 | 49 | 50 | 44 | 34 | 33 | 31 | 26 | 26 | 33 |
| Week: | 21 | 22 | 23 | 24 | 25 | 26 | 27 | 28 | 29 | 30 | 31 | 32 | 33 | 34 | 35 | 36 | 37 | 38 | 39 | 40 |
| Positie: | 40 | 46 | 49 | 48 | 49 | 54 | 43 | 49 | 54 | 49 | 56 | 53 | 67 | 74 | 65 | 67 | 45 | 32 | 35 | 27 |
| Week: | 41 | 42 | 43 | 44 | 45 | 46 | 47 | 48 | 49 | 50 | 51 | 52 | 53 | 54 | 55 | 56 | 57 | 58 | 59 | 60 |
| Positie: | 33 | 34 | 9 | 5 | 11 | 12 | 13 | 17 | 20 | 29 | 19 | 29 | 40 | 44 | 64 | 56 | 56 | 64 | 63 | 73 |
| Week: | 61 | | 62 | 63 | | 64 | 65 | 66 | 67 | 68 | 69 | 70 | 71 | 72 | 73 | 74 | | | | |
| Positie: | 83 | uit | 90 | 89 | uit | 86 | 74 | 65 | 74 | 66 | 83 | 87 | 95 | 82 | 92 | 87 | uit | | | |

## Medewerkers
Muse
- Matthew Bellamy – zang, gitaar, keyboards, synthesizers, productie
- Christopher Wolstenholme – basgitaar, zang, productie
- Dominic Howard – drums, percussie, synthesizers, productie

Sessiemuzikanten
- Edodea Ensemble – orkest, gedirigeerd door Audrey Riley met eerste violist Edoardo de Angelis
- Enrico Gabrielli – basklarinet op I Belong to You
- Tom Kirk – klappen en 'voetbal hooligan geluiden' op Uprising